# Polska Agencja Prasowa
A Polska Agencja Prasowa (rövidítve: PAP, magyarul kb.: Lengyel Sajtóügynökség) lengyel állami hírügynökség, a magyar Magyar Távirati Iroda lengyel megfelelője. Elődjét 1918-ban alapították, ezen a néven 1945 óta működik.

## Története

### Előzmények
1918-ban, Lengyelország függetlenségének visszanyerésekor néhány újságíró megalapította az első önálló hírügynökséget, a Polską Agencję Telegraficznąt (PAT - Lengyel Távirati Iroda). Október 31-én az osztrák sajtóügynökség irodáit és eszközeit vették át Krakkóban és Lvivben, az új szervezet központja pedig Varsóban volt. Novemberben Franciszek Orzechowskit nevezték ki az ügynökség élére. 1921-ben nyitották meg az első külföldi irodákat, 1924-ben pedig a hírügynökséget államosították - ezzel külön jogszabály foglalkozott. Tíz évvel később saját nyomdát is csatoltak a szervezethez.
A PAT 1939 - Lengyelország német megszállása - után a kormánnyal együtt elmenekült az országból, kezdetben Párizsba, majd 1940-től Londonba helyezték át székhelyüket. Az otthon maradó újságírók földalatti szervezetként, sejtekbe tömörülve tájékoztatták az emigráns lengyel kormányt a hazai helyzetről (lengyelországban a második világháború időszakában egyébként is jelentős méretű földalatti sajtó működött, cirka 1400 lap jelent meg illegálisan). Az 1944-es varsói felkelés idején a szervezetnek jelentős szerepe volt: részben információs, részben pedig propagandafeladatokat is ellátott. A felkelés leverését követően a túlélő hírügynökségi újságírók Krakkóba menekültek, és onnan dolgoztak tovább. Még ugyanebben az évben, augusztusban lublini székhellyel a kommunista hatóságok megalapították a Polpress hírügynökséget. Az ügynökség neve még ugyanebben az évben Polpressről Polska Agencja Prasowára változott, majd 1945. október 18-án hivatalosan is megalakult a PAP.

### A Polska Agencja Prasowa
A PAP a szocialista országok berendezkedésének és sajtóirányításának megfelelő utat járt be. Az állampárti tájékoztatási politikának megfelelően szűrt információkat adott közre. Kivételnek tekinthető az 1956-os magyar forradalomról közölt hírek megjelentetése volt, melyek nem különböztek a szabadabb, nyugat-európai sajtóbeszámolóktól, vagyis reális képet festettek a magyarországi helyzetről, igyekeztek szélesebb képet nyújtani, nem korlátozódtak csak a párt- és kormányközleményekre. Ez azonban elsősorban a szocialista táboron belüli személyi ellentéteknek, konkrétan Władysław Gomułka és Kádár János közti feszültségnek volt köszönhető.

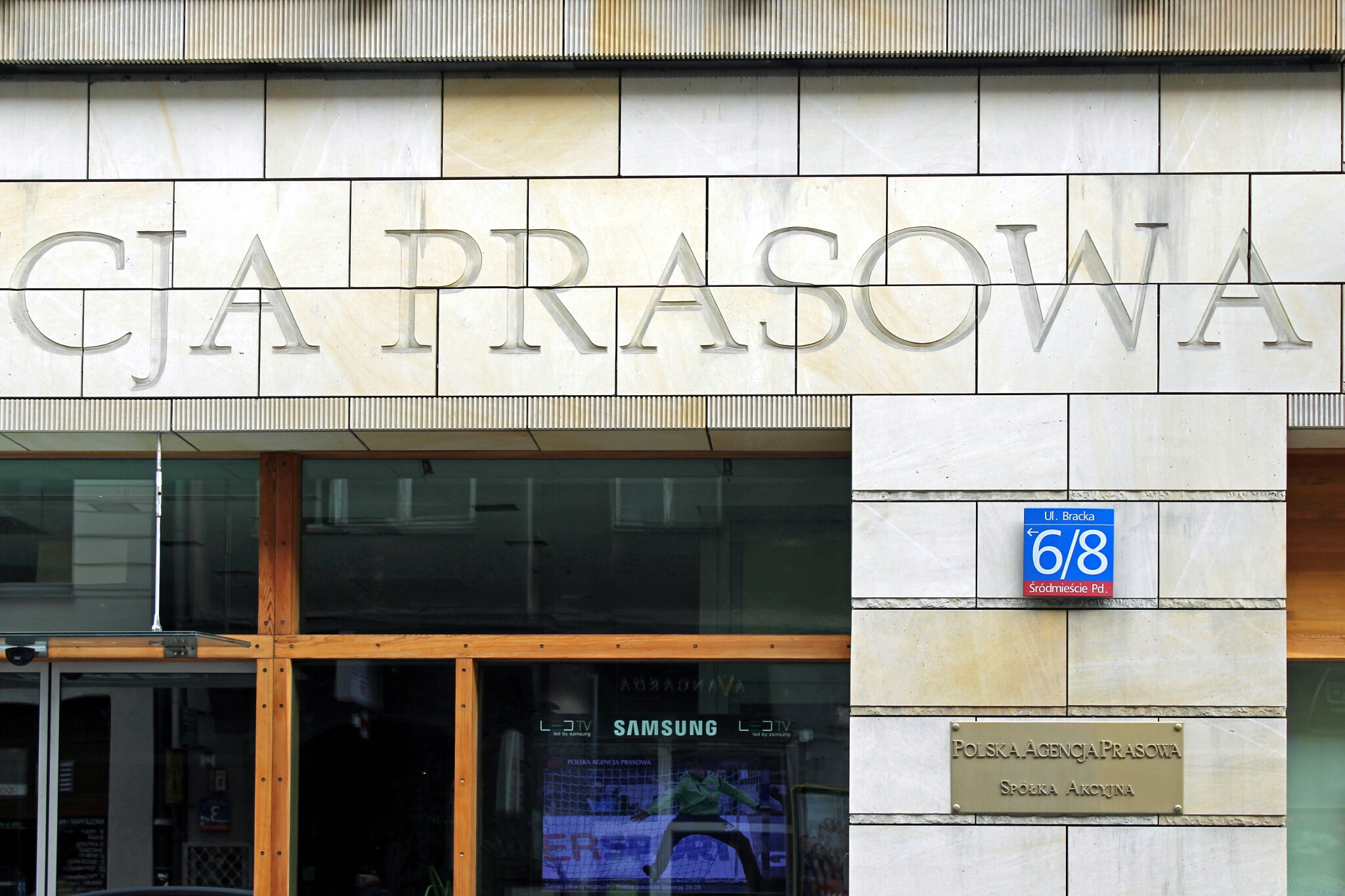
A hírügynökség portálja 2019-ben

1983-ban a PAP-ot kormányzati szervvé nyilvánították. Az 1989-ben kezdődő lengyel rendszerváltás a PAP szervezetét is érintette, több változás mellett 1991. február 27-én került sor az emigráns PAT és a PAP szimbolikus egyesítésére. A rendszerváltás előtt a PAP - hangsúlyozva politikai különállását az 1939-ben emigrált polgári kormányzat mellett működő PAT-tól - saját megalakulását 1945-re datálta, az 1990-es évektől azonban a PAT-ot is elődszervezetének tekinti, így ünnepelhette 2018-ban a szervezet a százéves fennállását.

## A modern PAP
1993-ban a PAP saját műholdja segítségével továbbította a híreket és a fényképeit is, 1996-ban már számítógépes szerkesztési rendszert használt az ügynökség. 1997-ben a szervezet részvénytársasággá alakult, melynek egyetlen tulajdonosa a lengyel állam maradt. 1998-ban - viszonylag korán - internetes szolgáltatásokat indított a hírügynökség, 2001-ben pedig belépett az European Pressphoto Agency (EPA) szervezetébe. 2004-ben költöztek át új irodaházukba a Śródmieście városrészben található ul. Foksalba  - korábbi székhelyük, a szintén Śródmieściében álló Brackiej utcában álló volt banképület legalább olyan jellegzetes hírügynökségi épülete Varsónak, mint Budapesten az MTI Naphegy téri központja.